# DNA (バンド)
DNAは、1978年にニューヨークで結成されたロックバンドである。ノー・ウェイヴと呼ばれるムーヴメントを代表するバンドであるが、活動はごく短命に終わった。

## 概略
アート・リンゼイとロビン・クラッチフィールドによって1978年に結成された。伝統的な奏法には頼らず、ユニークで奇妙なサウンドを追求することに主眼を置いた演奏をした。彼らの音楽はキャプテン・ビーフハートやアントン・ヴェーベルンと比較されるケースもある。
DNAの当初のメンバーはリンゼイとクラッチフィールドにゴードン・スティーヴンソンとミリエール・サーヴェンカを加えた4人で、バンド名は同じくノー・ウェイヴの代名詞的バンドであるマーズの楽曲から採られた。スティーヴンソンはその後、ティーンエイジ・ジーザス・アンド・ザ・ジャークスのベーシストとして活動をつづけた。またサーヴェンカはロサンゼルスのパンク・バンドXのボーカリストであるエクジーン・サーヴェンカの妹である。ただしこのメンバー編成は非常に短期間のもので、一度もライブ演奏を行なわないうちに終わった。スティーヴンソンとサーヴェンカがあっさりと脱退したのち、リンゼイとクラッチフィールドは急遽ドラマーとして日本人のイクエ・モリを加入させた。この当時のモリは1977年にアメリカへ渡ったばかりで英語もろくに話せず、ドラムセットももっていないうえに、そもそも演奏自体ほとんど経験がなかった。
この新編成のDNAはCBGBやマクシス・カンザス・シティ (en) でときおり演奏し、7インチ・シングルを1枚制作した。同じく1978年、ブライアン・イーノのプロデュースによって、ノー・ウェイヴを代表する4バンドの音源を4曲ずつ収録したコンピレーション・アルバム『ノー・ニューヨーク』がリリースされる。マンハッタンのアングラ音楽ファンにしか存在を知られていなかったノー・ウェイヴが日の目を見ることとなったこのアルバムにDNAも参加して、他の3バンド（ジェームス・チャンス・アンド・ザ・コントーションズ、ティーンエイジ・ジーザス・アンド・ザ・ジャークス、マーズ）とともに、最先端の前衛的バンドとして幅広くはないが高い評価をかちえた。
『ノー・ニューヨーク』のレコーディング直後、クラッチフィールドは新しいバンドを結成するためにDNAを脱退。クリーブランドのバンド、ペル・ウブ のメンバーであったティム・ライトが新加入。ライトはキーボードではなくベース奏者で、バンド内で唯一まともな演奏技術をもったメンバーとなったため、DNAのサウンドに劇的な変化をもたらした。楽曲はそれまで以上に切り詰めて刺々しさを増し、ライトの奏でるベースラインはリンゼイの掻き毟るような無調のギターとモリの叩き出す変拍子のリズムに脅迫的なサウンドを添えた。DNAの楽曲はより簡素で短く抽象的になってゆき、俳句と比較されるようになった。
DNAは1979年から1982年までこのラインナップで活動をつづけ、カルト的な人気を博するようになったが、その支持層はロック・ファンよりもアート系の人々が多かったと見られる。この間ライブ演奏は頻繁に行なっていたが、CBGBをはじめとしてマンハッタンに活動領域は限られたままだった。
1980年、収録時間わずか10分のデビュー・アルバム『A Taste of DNA』がキップ・ハンラハン (Kip Hanrahan) のレーベル「American Clave」でレコーディングされ、のちにラフ・トレードからも発売された。他にもいくつかのライブ演奏がコンピレーション・アルバムに収録された（そのほとんどは2004年に発売されたDNAの集大成『DNA on DNA』で聴くことができる）。
1982年、リンゼイ、モリ、ライトの3人はバンドを解散することに決めた。CBGBで行なわれた解散コンサートが3公演ともソールドアウトになったことからも、DNAがカルト人気を得ていたことが見て取れる。DNAの最後のアンコール曲はレッド・ツェッペリンの「Whole Lotta Love」のカヴァーであったが、これは10年以上後にジョン・ゾーンのAvantレーベルから発売されたCD『ラスト・ライヴ・アット・CBGB』には収録されていない。
その後リンゼイとモリは前衛音楽家として名を成し、クラッチフィールドも2人よりは少ないながらも音楽活動を続けている。

## 備考
- DNAはジャン・ミッシェル・バスキア主演の映画『Downtown 81』に出演している。
- 2004年、DNAの音源を集めて年代順にまとめたCD『DNA on DNA』が「No More Records」から発売された。
- 京都出身の日本人女性一人とイタリア出身の双子によって結成されたバンド、ブロンド・レッドヘッドの名前は、DNAの楽曲のタイトルから採られている。

## ディスコグラフィ

### アルバム
- A Taste of DNA (1981年) ※EP
- 『ラスト・ライヴ・アット・CBGB』 - Last Live at CBGB (1993年) ※ライブ録音。
- DNA on DNA (2004年) ※過去に発表されたDNAの楽曲の大半を網羅しており、『ラスト・ライヴ・アット・CBGB』収録曲以外のほとんどはこの1枚で聴くことができる。

### 参加コンピレーション・アルバム
- 『ノー・ニューヨーク』 - No New York (1978年) ※ザ・コントーションズ、ティーンエイジ・ジーザス・アンド・ザ・ジャークス、マーズ、DNAの楽曲がそれぞれ4曲ずつ収録されている。
- 『原罪の果実』 - The Fruit of Original Sin (1981年) ※DNAの楽曲を3曲収録。旧邦題『ザ・フルーツ・オブ・オリジナル・シン』。
- American Clave Sampler (1993年) ※DNAの楽曲を1曲収録。

### シングル
- "You & You" / "Little Ants" (1978年)